# 조강지처 클럽 (드라마)
《조강지처 클럽》은 2007년 9월 29일부터 2008년 10월 5일까지 방영된 SBS 주말 특별기획 드라마이다.

## 소개
가정의 평화와 남편의 성공을 위해 살아 온 조강지처들의 통쾌한 복수극

## 방송 시간
| 방송 채널 | 방송 기간                         | 방송 시간               | 방송 분량  |
| --------- | --------------------------------- | ----------------------- | ---------- |
| SBS       | 2007년 9월 29일 ~ 2008년 3월 30일 | 토, 일 밤 9:55 ~ 11:05  | 1시간 10분 |
| SBS       | 2008년 4월 5일 ~ 2008년 4월 6일   | 토, 일 밤 10:00 ~ 11:10 | 1시간 10분 |
| SBS       | 2008년 4월 12일 ~ 2008년 5월 18일 | 토, 일 밤 10:00 ~ 11:15 | 1시간 15분 |
| SBS       | 2008년 5월 24일 ~ 2008년 10월 5일 | 토, 일 밤 10:00 ~ 11:20 | 1시간 20분 |

## 등장 인물

### 주요 인물
- 김혜선 : 한복수(37세) 역
- 오현경 : 나화신(37세) 역
- 오대규 : 이기적(40세) 역
- 손현주 : 길억(42세) 역

### 한복수의 주변 인물
- 김해숙 : 안양순(60대 초반) 역
- 안내상 : 한원수(39세) 역
- 한진희 : 한심한(60대 초반) 역
- 이미영 : 복분자(60대 초반) 역
- 김희정 : 모지란(39세) 역
- 이준혁 : 한선수(29세) 역
- 강이석 : 한철이(10대 초반) 역

### 이기적의 주변 인물
- 박인환 : 이화상(60대) 역
- 고미영 : 조용희 역
- 최정윤 : 이순이 역
- 서지희 : 이영이 역

### 길억의 주변 인물
- 변정민 : 정나미(39세) 역
- 손종범 : 공사판(42세) 역
- 이형철 : 길인표 역

### 최현실의 주변 인물
- 유하나 : 최현실(29세) 역
- 노주현 : 최군수 역
- 원종례 : 현실 모 역

### 구세주의 주변 인물
- 이상우 : 구세주(32세) 역
- 유승봉 : 구석기(60대) 역
- 윤주희 : 도달희(12~13회 특별출연) / 방해자(20대) 역 (1인 2역)

### 모지란의 주변 인물
- 김하균 : 감시중(40대)역
- 장다윤 : 감진주(19세) 역
- 한태호 : 감진봉(10대 중반) 역

### 그 외 인물
- 이수나 : 소귀애 역
- 정지순 : 손님 언니 역
- 신용규 : 여행길 역
- 토모 : 강고주 역
- 유세례 : 홍보해 역
- 정지아 : 양미리 역
- 홍순창 : 백원만 역
- 비류 : 판매순 역
- 엄효섭 : 세주의 외삼촌 역
- 김애란 : 주선해 역
- 성인자 : 보육원 원장 역
- 김보연 : 화신의 계모 역 (특별출연)
- 박미숙 : 세주랑 술마시던 여자 1 역 (특별출연)

## 시청률
아래의 파란색 숫자는 '최저 시청률'이고, 빨간색 숫자는 '최고 시청률'입니다. 시청률조사회사와 지역별로 시청률에 차이가 있을 수 있습니다.
| 2007년      | 2007년      | 2007년         | 2007년         |
| 회차        | 방송일      | TNmS 시청률    | AGB 시청률     |
| 회차        | 방송일      | 대한민국(전국) | 대한민국(전국) |
| ----------- | ----------- | -------------- | -------------- |
| 1           | 9월 29일    | 13.4%          | 14.1%          |
| 2           | 9월 30일    | 11.6%          | 11.9%          |
| 3           | 10월 6일    | 12.7%          | 14.2%          |
| 4           | 10월 7일    | 12.0%          | 12.5%          |
| 5           | 10월 13일   | 12.0%          | 11.9%          |
| 6           | 10월 14일   | 12.6%          | 12.7%          |
| 7           | 10월 20일   | 11.6%          | 13.6%          |
| 8           | 10월 21일   | 11.6%          | 12.0%          |
| 9           | 10월 27일   | 13.5%          | 14.8%          |
| 10          | 10월 28일   | 14.1%          | 14.6%          |
| 11          | 11월 3일    | 14.5%          | 13.8%          |
| 12          | 11월 4일    | 14.1%          | 13.7%          |
| 13          | 11월 10일   | 13.6%          | 13.5%          |
| 14          | 11월 11일   | 14.9%          | 14.6%          |
| 15          | 11월 17일   | 15.5%          | 16.1%          |
| 16          | 11월 18일   | 16.9%          | 16.4%          |
| 17          | 11월 24일   | 18.8%          | 19.3%          |
| 18          | 11월 25일   | 17.1%          | 17.5%          |
| 19          | 12월 1일    | 17.5%          | 19.8%          |
| 20          | 12월 2일    | 17.8%          | 17.7%          |
| 21          | 12월 8일    | 17.0%          | 16.8%          |
| 22          | 12월 9일    | 15.4%          | 15.8%          |
| 23          | 12월 15일   | 15.7%          | 15.5%          |
| 24          | 12월 16일   | 21.4%          | 21.2%          |
| 25          | 12월 22일   | 15.0%          | 15.5%          |
| 26          | 12월 23일   | 14.6%          | 16.2%          |
| 2008년      |             |                |                |
| 27          | 1월 5일     | 17.1%          | 18.0%          |
| 28          | 1월 6일     | 18.9%          | 20.1%          |
| 29          | 1월 12일    | 19.4%          | 19.5%          |
| 30          | 1월 13일    | 20.4%          | 20.5%          |
| 31          | 1월 19일    | 20.5%          | 19.4%          |
| 32          | 1월 20일    | 21.1%          | 22.1%          |
| 33          | 1월 26일    | 20.2%          | 20.8%          |
| 34          | 1월 27일    | 22.6%          | 22.4%          |
| 35          | 2월 2일     | 22.3%          | 22.3%          |
| 36          | 2월 3일     | 21.4%          | 21.6%          |
| 37          | 2월 10일    | 23.1%          | 23.7%          |
| 38          | 2월 10일    | 26.1%          | 24.8%          |
| 39          | 2월 16일    | 21.1%          | 21.2%          |
| 40          | 2월 17일    | 25.0%          | 24.4%          |
| 41          | 2월 23일    | 21.3%          | 24.7%          |
| 42          | 2월 24일    | 25.5%          | 26.3%          |
| 43          | 3월 1일     | 21.8%          | 21.9%          |
| 44          | 3월 2일     | 24.7%          | 24.3%          |
| 45          | 3월 8일     | 24.8%          | 25.2%          |
| 46          | 3월 9일     | 26.3%          | 25.9%          |
| 47          | 3월 15일    | 23.7%          | 22.8%          |
| 48          | 3월 16일    | 27.8%          | 27.1%          |
| 49          | 3월 22일    | 22.8%          | 23.5%          |
| 50          | 3월 23일    | 25.6%          | 24.2%          |
| 51          | 3월 29일    | 23.6%          | 23.2%          |
| 52          | 3월 30일    | 25.9%          | 26.8%          |
| 53          | 4월 5일     | 23.9%          | 24.3%          |
| 54          | 4월 6일     | 25.0%          | 23.9%          |
| 55          | 4월 12일    | 24.0%          | 24.0%          |
| 56          | 4월 13일    | 26.0%          | 25.7%          |
| 57          | 4월 19일    | 25.4%          | 25.4%          |
| 58          | 4월 20일    | 27.6%          | 26.6%          |
| 59          | 4월 26일    | 24.8%          | 24.0%          |
| 60          | 4월 27일    | 27.0%          | 26.4%          |
| 61          | 5월 3일     | 27.2%          | 26.4%          |
| 62          | 5월 4일     | 28.1%          | 28.6%          |
| 63          | 5월 10일    | 27.8%          | 27.4%          |
| 64          | 5월 11일    | 30.0%          | 29.5%          |
| 65          | 5월 17일    | 29.7%          | 29.1%          |
| 66          | 5월 18일    | 30.4%          | 32.7%          |
| 67          | 5월 24일    | 27.3%          | 28.6%          |
| 68          | 5월 25일    | 30.9%          | 32.3%          |
| 69          | 5월 31일    | 29.6%          | 29.4%          |
| 70          | 6월 1일     | 30.9%          | 30.7%          |
| 71          | 6월 7일     | 28.9%          | 29.8%          |
| 72          | 6월 8일     | 33.0%          | 31.7%          |
| 73          | 6월 14일    | 29.9%          | 31.2%          |
| 74          | 6월 15일    | 33.0%          | 32.2%          |
| 75          | 6월 21일    | 31.9%          | 31.7%          |
| 76          | 6월 22일    | 33.2%          | 33.8%          |
| 77          | 6월 28일    | 31.8%          | 31.9%          |
| 78          | 6월 29일    | 32.7%          | 33.4%          |
| 79          | 7월 5일     | 33.4%          | 31.7%          |
| 80          | 7월 6일     | 34.1%          | 34.1%          |
| 81          | 7월 12일    | 30.2%          | 30.8%          |
| 82          | 7월 13일    | 33.4%          | 34.2%          |
| 83          | 7월 19일    | 32.3%          | 31.2%          |
| 84          | 7월 20일    | 34.2%          | 34.1%          |
| 85          | 7월 26일    | 31.0%          | 31.2%          |
| 86          | 7월 27일    | 32.3%          | 34.8%          |
| 87          | 8월 2일     | 31.3%          | 31.4%          |
| 88          | 8월 3일     | 31.3%          | 31.5%          |
| 89          | 8월 9일     | 30.3%          | 30.0%          |
| 90          | 8월 10일    | 32.9%          | 33.5%          |
| 91          | 8월 16일    | 23.9%          | 22.8%          |
| 92          | 8월 17일    | 25.6%          | 29.0%          |
| 93          | 8월 30일    | 30.3%          | 30.2%          |
| 94          | 8월 31일    | 34.3%          | 35.2%          |
| 95          | 9월 6일     | 30.8%          | 31.3%          |
| 96          | 9월 7일     | 32.0%          | 33.0%          |
| 97          | 9월 13일    | 22.8%          | 23.7%          |
| 98          | 9월 14일    | 23.1%          | 23.9%          |
| 99          | 9월 20일    | 34.4%          | 31.9%          |
| 100         | 9월 21일    | 34.8%          | 34.0%          |
| 101         | 9월 27일    | 32.2%          | 31.3%          |
| 102         | 9월 28일    | 35.2%          | 33.9%          |
| 103         | 10월 4일    | 32.3%          | 31.0%          |
| 104         | 10월 5일    | 41.3%          | 40.2%          |
| 평균 시청률 | 평균 시청률 | 24.49%         | 24.64%         |

## 결방 사유 및 편성 변경
- 2007년 12월 29일 : 2007 SBS 가요대전 방송으로 인해 결방
- 2007년 12월 30일 : 2007 SBS 연예대상 방송으로 인해 결방
- 2008년 2월 9일 : 설날특선대작 <마파도 2> 편성으로 인해 결방[3]
- 2008년 2월 10일 : 37회, 38회 연속방영
- 2008년 8월 23일, 8월 24일: 베이징 올림픽 중계방송으로 인해 결방

## 연장
- 2008년 3월 12일, 당초 80회로 예정된 드라마를 20회 늘려 100회까지 방송하기로 결정하였으며, 모든 출연진이 드라마의 품질을 높이는 데 초점을 맞추자며, 출연료 인상 없이 연장 출연을 합의하였다.[4]
- 2008년 3월 18일, 삼화네트웍스는 해당 드라마의 20회 연장계약을 체결했다고 공시했다.[5]
- 2008년 5월 말, 4회 추가 연장을 최종 결정하여, 조강지처클럽 방영 분량이 80부작에서 24회 연장되어 104부작으로 변경 및 확정되었다.[6]

## 수상
- 2008년 SBS 연기대상 연속극 부문 여자 연기상, 10대 스타상 오현경
- 2008년 SBS 연기대상 연속극 부문 남자 연기상, 10대 스타상 안내상
- 2008년 SBS 연기대상 연속극 부문 여자 연기상 김혜선
- 2008년 SBS 연기대상 특별기획 부문 남자 조연상 손현주
- 2007년 SBS 연기대상 연속극 부문 남자 조연상 오대규
- 2008년 SBS 연기대상 연속극 부문 여자 조연상 김희정
- 2008년 SBS 연기대상 뉴스타상 이상우, 이준혁
- 2008년 SBS 연기대상 공로상 문영남

## OST

### 곡 목록
1. 〈조강지처클럽1 (사랑해요 내내)〉- 이루
2. 〈조강치처클럽2 (눈물이 멈추지 않는다)〉- 이루
3. 〈조강지처클럽3 (내가 지켜줄거야)〉- 이루
4. 〈사랑해요 내내 (Piano Inst.)〉- 이주호
5. 〈눈물이 멈추지 않는다 (Guitar inst.)〉- 하광훈
6. 〈눈물이 멈추지 않는다 (Piano inst.)〉- 하광훈
7. 〈Ferido Sentimento〉- 박요한
8. 〈Good Morning〉- 김현종
9. 〈Into Garage〉- 김현종
10. 〈My Melodica〉- 박요한
11. 〈Reminiscencs 〉- 박요한
12. 〈The Agony of love〉- 박요한
13. 〈떠날사람 (inst.)〉- 김현종
14. 〈평온한 곳에〉- 김현종
15. 〈떠날 거라면〉- 이정열
16. 〈사랑의 색깔〉- 명인희
17. 〈아직은〉- 박기영

### 싱글 음반
1. 〈날 버리지마〉- 임수정

### 그 밖의 삽입곡
싱글 음반과 OST 외에 삽입된 곡이 있는데, 가수 한성민이 2003년 발매한 《Sonnet》 음반의 수록된 곡 중 <내 전부인 너>가 이준혁&유하나 커플의 테마곡으로 삽입되었다. 또, 극 중에서 한원수 역의 안내상은 나훈아의 곡인 <갈무리>를 불렀지만 음원은 공개되지 않았다.

## 참고 사항
- 오현경은 해당 드라마로 10년 만에 연기자로 복귀하였으며[7], 문영남 작가는 <장밋빛 인생>의 최진실에 이어 또 한 명의 여배우의 성공적 복귀를 이루어냈다는 평을 받았다.[8]
- 방영 초기에는 동시간대 KBS 1TV <대조영>의 인기에 의해 별다른 관심을 끌지 못했으나, <대조영>의 종영과 함께 중견 연기자들의 호연과 파격적인 전개로 엄청난 인기를 얻었다.[9]
- 문영남 작가의 전작 <소문난 칠공주>와 <장밋빛 인생>을 섞어 놓은 스토리 같다는 비판을 받았으며, <소문난 칠공주> 에 출연하였던 김혜선, 안내상, 김해숙, 박인환, 이미영, 노주현, 김희정 등이 다시 출연해 '끼리끼리 캐스팅'이라는 시청자의 지적을 받았다.[10]
- <막장 드라마>라는 표현이 대중화가 되는 데 큰 기여를 한 작품으로[11], 등장인물의 설정이나 드라마 전개가 패륜적이며, 지나친 연장으로 인해 이야기가 뒤틀리고 늘어졌다는 비판을 받았다.[12]
- 정나미 역의 변정민은 촬영 기간 도중 임신 사실을 알게 되어 2008년 1월에 잠시 드라마에서 잠시 하차하였다가 5월 4일 극중에서도 임신한 모습으로 드라마에 복귀하였다. 6월 18일 촬영을 마지막으로 입원하여[13] 6월 25일 첫 딸을 순산한 후 출산 3주 만인 7월 17일 드라마 촬영을 재개하였다.[14]
- 이한위가 이기적의 형인 '이기타' 역으로 출연할 예정이었으나 역할이 사라지면서 무산되었다.[15]
- 2008년 10월 5일, 자체 최고 시청률 41.3%를 기록하며 종영하였다.[16]

## 경쟁 프로그램
- 대조영, 대왕 세종 (KBS1)
- 겨울새, 내 생애 마지막 스캔들, 달콤한 인생, 내 여자 (MBC)